# Galvano Lancia
Galvano Lancia (prima del 1220 – Napoli, 29 ottobre 1268) è stato un nobile, condottiero e politico italiano.
Fu principe di Salerno e Taranto, conte di Butera, Fondi e Principato Citra, signore di Acerenza, Agira, Brolo, Calvello, Longi, Montalbano Jonico, Ocre, Paternò e Rapolla, capitano generale e maresciallo del Regno di Sicilia, vicario imperiale della Toscana, giustiziere della Sicilia e podestà di Padova.

## Biografia
Appartenente alla famiglia nobile dei Lancia, era il figlio, o, secondi altri, nipote ex fratre, di Manfredi II. Si conosce per certo il nome della madre, Beatrice, signora di Paternò. Nominato nel 1240 dall'imperatore Federico II di Svevia giustiziere della Sicilia, ricevette poi da questi anche la carica di podestà di Padova, che esercitò dal 1242 al 1244.
Al servizio del Sacro Romano Impero tra il 1249 e il 1250, ne fu espulso da Corrado IV di Svevia nel 1252 per aver aiutato suo nipote Manfredi a tentare di impossessarsi del trono del Regno di Sicilia contro il volere di papa Innocenzo IV.
Rifugiatosi in Puglia, quivi organizzò nel 1254 l'esercito per la conquista della Sicilia. Sottomessi gli abitanti dei feudi pugliesi conquistati, Galvano Lancia ottenne da Manfredi il dominio di Acerenza, Calvello, Montalbano Jonico e Rapolla, nonché la contea di Butera in Sicilia e la restituzione di Agira e Paternò, ma fallì il tentativo di conquistare il Regno siculo. Nel 1256 ricevette da Manfredi la nomina a vicario imperiale della Toscana e i titoli di principe di Salerno e di capitano generale e maresciallo del Regno. In seguito ottenne altri feudi in Sicilia e Campania: tra questi la contea di Fondi, al confine con lo Stato Pontificio, che tenne almeno dal 1261 (ante 7 luglio) al 1266.
Scomunicato nel 1268 da papa Clemente IV per aver attaccato lo Stato Pontificio, si schierò con il giovane imperatore Corradino di Svevia in opposizione al re Carlo I d'Angiò, ma fu sconfitto e catturato da questi nella battaglia di Tagliacozzo del 23 agosto. Le fonti sono discordi nel descrivere il destino di Galvano e di suo figlio Galeotto: da una parte pare siano stati fatti giustiziare tra il 12 e il 13 settembre presso Genazzano, dall'altra il loro ultimo supplizio sembra essere verificatosi il 29 ottobre a Napoli, subito dopo la decapitazione di Corradino.

## Discendenza
Galvano Lancia si sposò con Girolama Fieschi, probabile sorella di papa Innocenzo IV, dalla quale ebbe Beatrice, la quale sposò poco dopo il 1258 Corrado di Antiochia, Federico, Enrico e Galvano. Rimasto vedovo, si risposò nel 1256 con Margherita di Ocre, figlia di Gualtiero, che gli portò in dote la signoria di Ocre e dalla quale ebbe Galeotto e Costanza, i quali contrassero matrimoni con i consanguinei Cubitosa ed Adenolfo d'Aquino, figli di Tommaso, conte di Acerra.